# Ришер, Тедди
Тедди́ Рише́р (фр. Teddy Richert; 21 сентября 1974, Авиньон, Франция) — французский футболист, вратарь.

## Клубная карьера
Ришер сформировался как футболист в «Тулузе», где провёл шесть сезонов. В 1999 году перешёл в «Бордо». Там он столкнулся с высокой конкуренцией за место вратаря номер один в лице Ульриша Раме. В итоге через год Тедди был отправлен в аренду в «Лилль», но из-за травмы провёл за «догов» лишь одну игру. В конце концов в 2001 году Ришер переходит в «Сошо», где ему всё-таки удаётся продолжить карьеру. Он быстро становится одним из любимцев стадиона Огюста Бонали. В 2004 году в финале кубка французской лиги «Сошо» переиграл по пенальти «Нант». Решающий пенальти отбил Ришер. Три года спустя Тедди отразил два одиннадцатиметровых в финале кубка Франции против «Марселя». В том же сезоне был признан своими коллегами лучшим вратарем Лиги 1 сезона 2006/07 и был выбран в символическую сборную турнира, тем самым положив конец гегемонии «Лиона» и Купэ.
В начале сезона 2010/11 Тедди получил травму. Сначала его заменял Маттье Дрейе, но после нескольких неудачных игр ворота защищал Пьеррик Кро. Он вернулся в Лигу 1 только 2 апреля 2011 года в игре против «Бреста».

## Достижения
- Финалист Кубка Лиги 2003
- Победитель Кубка Лиги 2004
- Победитель Кубка Франции 2007
- Финалист Суперкубка Франции 2007
- Лучший вратарь Лиги 1 по версии Trophées UNFP du football[англ.] сезона 2006/07